# Vila rodiny Deutschů
Vila rodiny Deutschů byla novorenesanční vila v ulici Hlinky 110/40 na Starém Brně v Brně z konce 19. století.
Od prosince 2020 byla v řízení ministerstva kultury o prohlášení kulturní památkou, protože byla „mimořádně hodnotnou stavbou spoluutvářející charakter ulice Hlinky a dokládající vynikající stavební úroveň Brna konce 19. století“. V dubnu 2022 ji zbořila developerská firma Horizon Consulting II, která zde plánovala výstavbu bytového domu. V listopadu 2022 byla mezi kulturní památky zařazena parková zahrada vily se skleníkem.

## Historie
Dům na místě pozdější vily vlastnil v letech 1869–1890 řeznický mistr Josef Kubín. Spáchal zde sebevraždu, jejímž důvodem byly mj. pohledávky bratrů Deutschových. Dům pak přešel do jejich vlastnictví, bratři jej zbořili a na ponechaných základech postavili v místě ve spolupráci s městským stavitelem Valentinem Neusserem novorenesanční vilu s bočním křídlem. V této podobě zůstala vila až do roku 2022.
Deutschové vilu vlastnili jen dva roky, po nich se stali majiteli mj. August Löw-Beer nebo manželé Eichlerovi. Velkoobchodník František Eichler působil od roku 1925 jako honorární konzul Lotyšska pro Moravu a Slezsko, a vila tak sloužila zároveň jako konzulát. Posledním soukromým majitelem domu byl farmaceutický chemik, docent Alois Borovanský. V roce 2020 získala vilu od jeho dědiců developerská společnost Horizon Consulting II.

### Demolice

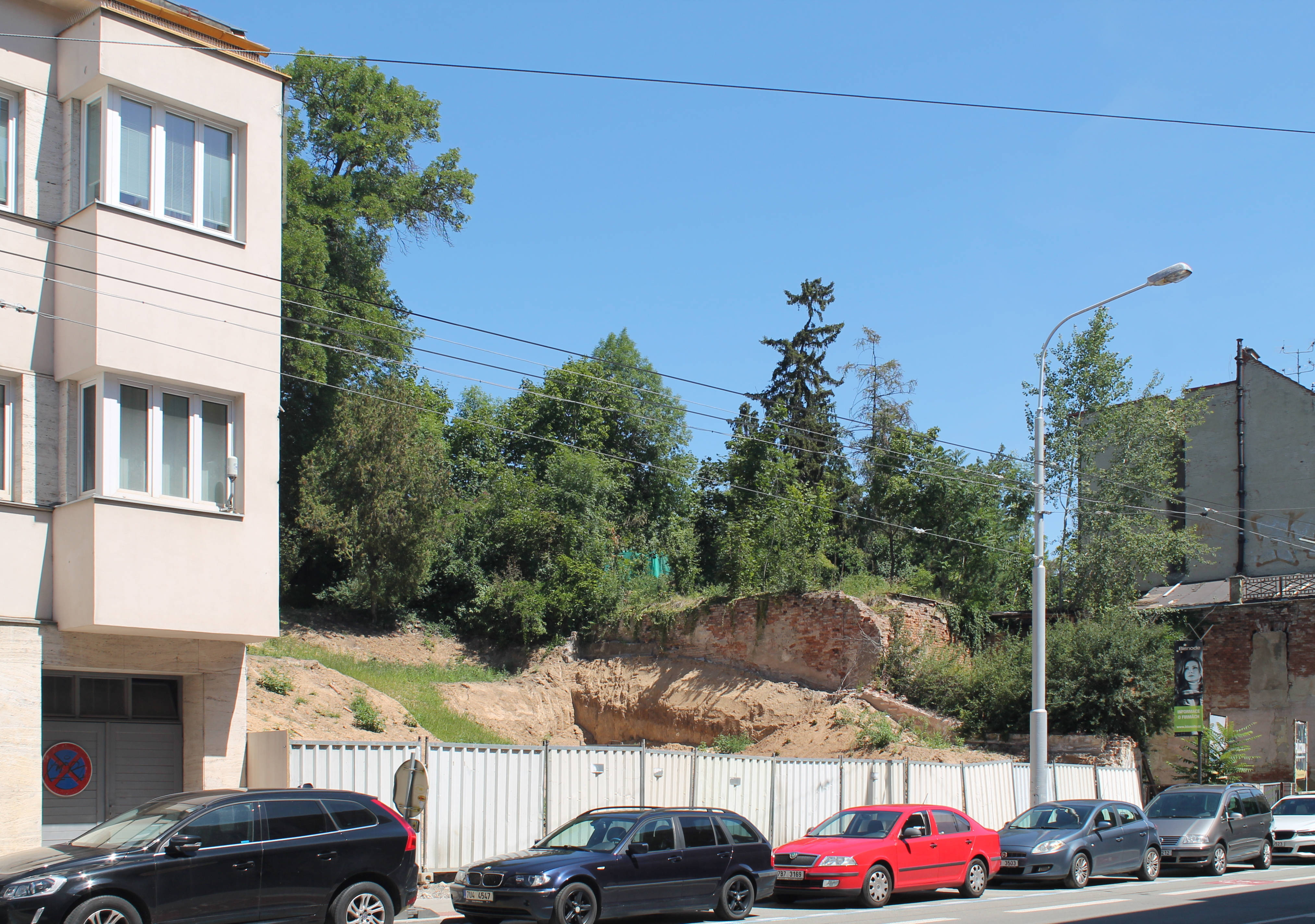
Místo po zbořené vile

Firma Horizon Consulting II vilu koupila se záměrem demolice, o kterou po koupi požádala. Brněnská pobočka Národního památkového ústavu podala podnět na ministerstvo kultury s tím, že budova patří do ochranného pásma městské památkové rezervace. Ministerstvo v prosinci 2020 zahájilo řízení o prohlášení vily kulturní památkou. Jen zahájení řízení znamená, že se s památkou má nakládat způsobem, jako by už chráněná byla. V únoru 2021 začala firma vilu poškozovat, když odstranila část novorenesanční dřevěné verandy nebo část štukových dekorací. Odstranila také střešní krytinu, aniž provedla jiné zakrytí stavby, která tak zůstala nechráněná proti povětrnostním vlivům.
Vila byla dne 12. dubna 2022 prohlášena kulturní památkou, rozhodnutí však nebylo pravomocné. Vlastník začal objekt demolovat na Velký pátek 14. dubna 2022, po oznámení stavebnímu úřadu, které provedl večer předchozího dne. „Už na první pohled bylo zřejmé, že je to skutečně velmi originální stavba, která nemá obdoby. Areál byl navíc vybavený rozsáhlou zahradou se skleníky. To, jak vila dopadla, je kulturní katastrofa pro celé Brno. Ukazuje se slabost veřejné správy, která není schopna vymoci společný zájem vilu zachovat,“ uvedl Aleš Homola z Národního památkového ústavu. Mluvčí ministerstva kultury Petra Hrušová však kromě nezákonného počínání developera upozornila také na jeho „pozoruhodně úzkou spolupráci“ s vedením stavebního úřadu Brno-střed. Místo toho, aby stavební úřad zastavil destrukční aktivity developera, s ním podle Hrušové spolupracoval na krocích vedoucích k likvidaci vily. O postup institucí se začal zajímat veřejný ochránce práv Stanislav Křeček, který počátkem roku 2023 zveřejnil výsledek svého šetření, ve kterém zkritizoval všechny zúčastněné. Stavební úřad podle něj několikrát opakovaně významně pochybil, chybně postupoval také tajemník městské části Brno-střed a dílčí pochybení konstatoval i v krocích brněnského magistrátu a ministerstva kultury.
V listopadu 2022 byla kulturní památkou prohlášena dochovaná parková zahrada vily se skleníkem.